# Ana de Serbia
Ana de Serbia (siglo XII) fue reina de Serbia.
Hija de Alejandro de Valaquia, esposa de Esteban Nemanja y madre de San Sava, también conocida como Santa Anastasia de Serbia, después de la conversión que se llevó a cabo después de la abdicación de su esposo en favor de su otro hijo, Esteban I Nemanjić, en 1196.
Tuvo cinco hijos:
- Esteban I Nemanjić (1165-1228), sucesor de Esteban Nemanja.
- San Saba (1171–1236), primer arzobispo y patrón de la Iglesia Ortodoxa Serbia.
- Vukan Nemanjić (1165-d.1207), Gran Príncipe de Doclea y Gran Príncipe de (1202–1204).
- Jefimija, casada con Manuel Ángelo Ducas, regente de Tesalónica.[1]
- Hija de nombre desconocido, casada con un miembro de la dinastía Asen.

Se retiró a un convento, donde murió en 1200. Está enterrada en el Monasterio de Studenica.